# Killjoy (película)
Killjoy es una película slasher de 2000 , dirigida por Craig Ross y protagonizada por Ángel Vargas. Tuvo tres secuelas: Killjoy 2: Deliverance from Evil, lanzada en 2002; Killjoy 3, lanzada en 2010; y Killjoy Goes to Hell, en 2012.

## Argumento
Michael (Jamal Grimes) es un adolescente que está enamorado de una hermosa chica llamada Jada (Vera Yell), pero siempre es rechazado porque Jada se ha quedado atascado con un pandillero llamado Lorenzo (William L. Johnson). Cuando Michael se acerca a ella, es amenazado de ser golpearlo por Lorenzo y sus amigos, T-Bone (Corey Hampton) y  Baby Boy (Rani Goulant). Pero Michael se ha involucrado secretamente en la magia negra, y trata de llevar un muñeco, al cual el llama Killjoy, a la vida. Pero el hechizo no funciona de forma rápida; después de que él es secuestrado por los pandilleros y lo llevan en un área abandonada del bosque, Lorenzo accidentalmente dispara y mata a Michael cuando se suponía que estaban bromeando con él.
Un año después, una de los amigas de Jada, Monique (Austin), llama a Jada, diciéndole que un vagabundo (Burghardt) entró a su habitación y que tiene que venir. El indigente les dice que Lorenzo mató a Michael hace un año, y explica que Michael fue traído de vuelta a la vida por el heladero, cuyo nombre real es Killjoy, el muñeco de Michael. También les informa que Killjoy acaba de matar a Lorenzo, Baby Boy, y T-Bone. Entonces él les dice que Killjoy / Michael puede ser asesinado por Jada, porque el amor de una mujer joven puede destruir el mal en el corazón. 

## Reparto
- Ángel Vargas como Killjoy.
- Vera Yell como Jada.
- Lee Marks como Jamal.
- D Austin como Monique.
- Jamal Grimes como Michael.
- Corey Hampton como T-Bone.
- Rani Goulant como Baby Boy.
- Napiera Groves como Kahara.
- Arthur Burghardt como Indigente.
- William L. Johnson como Lorenzo.
- Penny Ford como Singer.
- Carl Washington como Ray Jackson.
- Dionne Rochelle como Tamara.